# Elsern
Elsern (früher auch Elsarn) ist eine Ortschaft und eine Katastralgemeinde der Stadtgemeinde Drosendorf-Zissersdorf im Bezirk Horn im niederösterreichischen Waldviertel mit 65 Einwohnern (Stand 1. Jänner 2024). Bis Ende 1967 war Elsern eine eigenständige Gemeinde.

## Geografie
Das rechts über der Thaya gelegene Dorf, an dem östlich die Thayatal Straße vorüber führt, wird über die daraus abzweigende Landesstraße L1170 erschlossen. Zur Ortschaft zählt auch die an der Thaya gelegene Hofmühle sowie die Wallfahrtskirche Maria Schnee. Am 1. April 2020 umfasste die Ortschaft 42 Adressen.

## Geschichte
Die Landbauern waren in Ganzlehner, Halblehner, Viertellehner und in Kleinhäusler eingeteilt, berichtete Schweickhardt im 19. Jahrhundert. Die Grundbestiftung war mittelmäßig und die Erzeugnisse bestanden aus Roggen, Hafer, Weizen, Klee, Flachs, Erbsen, Linsen sowie Wicke und zusätzlich wurde Rinderzucht betrieben.
Im Jahr 1822 wurde der Ort als Dorf mit 30 Häusern genannt, das nach Drosendorf eingepfarrt war, wohin auch die Kinder eingeschult wurden. Die Herrschaft Drosendorf besaß die Ortsobrigkeit, übte die Landgerichtsbarkeit aus und besorgte die Konskription. Die Untertanen und Grundholde des Ortes gehörten den Herrschaften Spital Drosendorf und Stift Geras. Laut Adressbuch von Österreich waren im Jahr 1938 in der Ortsgemeinde Elsern ein Gastwirt, eine Gemischtwarenhändlerin, ein Schmied, ein Tischler und mehrere Landwirte ansässig.
Im Zuge der Niederösterreichischen Kommunalstrukturverbesserung wurde die bis dahin eigenständige Gemeinde mit 1. Jänner 1968 gemeinsam mit Autendorf, Heinrichsreith und Thürnau nach Drosendorf Stadt eingemeindet, mit 1. Jänner 1971 ging die Gemeinde Drosendorf Stadt dann in Drosendorf-Zissersdorf auf.